# Афонина, Александра Александровна
Александра Александровна Афонина (2 сентября 1937, Гуляевский, Сталинградская область — 1 июня 1999) — советский хозяйственный, государственный и политический деятель, Герой Социалистического Труда.

## Биография
Родилась в 1937 году на хуторе Гуляевском. Член КПСС.
С 1953 года — на хозяйственной, общественной и политической работе. В 1953—1992 гг. — животновод бригаде №2 колхоза имени Калинина, доярка колхоза имени Калинина Новоаннинского района Волгоградской области, в сложных условиях нехватки кормов в 1973 году получила от каждой коровы рекордные для того времени надои – свыше 4000 килограммов молока.
Указом Президиума Верховного Совета СССР от 6 сентября 1973 года присвоено звание Героя Социалистического Труда с вручением ордена Ленина и золотой медали «Серп и Молот».
Избиралась депутатом Верховного Совета РСФСР 9-го созыва.
Умер на хуторе Гуляевском в 1999 году.